# Теорема Люрота
Теорема Люрота — важливий результат у теорії полів, що має важливі застосування для алгебричної теорії чисел і алгебричної геометрії. Теорема названа на честь німецького математика Якоба Люрота, який довів її у 1876 році.

## Твердження теореми
Нехай {\displaystyle K(t):K} — просте розширення поля і елемент t є трансцендентним над K. Якщо L є підполем K(t), що містить K і не є йому рівним то {\displaystyle L:K} теж є простим розширенням. Це розширення теж буде трансцендентним і відповідно буде ізоморфним полю {\displaystyle K(t)}

## Доведення
Якщо {\displaystyle s\in L\setminus K}, то його можна записати як {\displaystyle s=p(t)/q(t)} де {\displaystyle p,q\in K[x]} є ненульовими многочленами. Тоді {\displaystyle q(t)s-p(t)=0}, і t є алгебричним елементом над полем L.  
Нехай m — мінімальний многочлен елемента t над L. m можна розглядати як елемент {\displaystyle K(t)[x].} Тоді існує {\displaystyle \beta \in K(t)} для якого {\displaystyle \beta m=f}, де  
{\displaystyle f=a_{0}(t)+a_{1}(t)x+\ldots +a_{n}(t)x^{n}}
є примітивним многочленом у кільці {\displaystyle K[t][x]} (тобто найбільший спільний дільник елементів {\displaystyle a_{i}(t)\in K[t],} що є ненульовими коефіцієнтами біля степенів x є рівним 1). Зауважимо що {\displaystyle n=\deg(m)=[K(t):L]}. 
Оскільки старший коефіцієнт m рівний 1, {\displaystyle \beta =a_{n}(t)} і всі частки {\displaystyle a_{i}(t)/a_{n}(t)} належать полю L; з іншого боку вони не можуть всі належати полю K, оскільки t є трансцендентним елементом над K. Отож існує {\displaystyle 0\leqslant i<n,} для якого {\displaystyle u:=a_{i}(t)/a_{n}(t)\in L\setminus K.}
Можна записати {\displaystyle u=g(t)/h(t)} де g і h є взаємно простими многочленами у {\displaystyle K[t]}. Нехай {\displaystyle r=\max(\deg(g),\deg(h))}. Тоді, як неважко помітити, {\displaystyle [K(t):K(u)]=r}. Оскільки {\displaystyle K(u)\subset L}, це означає що {\displaystyle r\geqslant n.} Тому для доведення теореми достатньо довести, що також  {\displaystyle r\leqslant n.}, бо тоді отримаємо, що {\displaystyle L=K(u).}
Розглянемо вираз {\displaystyle l=g(t)h(x)-h(t)g(x).} Оскільки g і h є взаємно простими, l не є рівним нулю. Із попередніх означень отримуємо {\displaystyle (h(t))^{-1}l\in L[x]}, і t є коренем цього многочлена. Тому m ділить {\displaystyle (h(t))^{-1}l} в {\displaystyle L[x]} і, як наслідок, f ділить l в {\displaystyle K(t)[x].} Але f є примітивним многочленом у {\displaystyle K[t][x]} і тому з леми Гауса випливає, що f ділить l у  {\displaystyle K[t][x],} тобто існує {\displaystyle j\in K[t][x]} такий що  {\displaystyle l=fj.}
Вирази {\displaystyle l,f,j} можна розглядати як елементи {\displaystyle K[t][x]} або як елементи {\displaystyle K[x][t]}: позначатимемо степінь по змінній x як {\displaystyle \deg _{x}} і степінь по змінній t як {\displaystyle \deg _{t}.}
Маємо {\displaystyle \deg _{t}(l)\leqslant r} і {\displaystyle \deg _{t}(f)\geqslant r} оскільки  {\displaystyle r=\max(\deg g,\deg h)\leqslant \max(\deg(a_{i}(t)),\deg(a_{n}(t)))} зважаючи на те, що {\displaystyle u=g(t)/h(t)=a_{i}(t)/a_{n}(t)} і g і h є взаємно простими; натомість очевидно {\displaystyle \deg _{t}(f)\geqslant \max(\deg(a_{i}(t)),\deg(a_{n}(t)))}.  
Звідси, враховуючи рівність {\displaystyle l=fj,} маємо {\displaystyle \deg _{t}(f)=\deg _{t}(l)=r} і {\displaystyle \deg _{t}(j)=0} або, іншими словами {\displaystyle j\in K[x].} Зокрема це означає, що j є примітивним многочленом у {\displaystyle K[t][x].} Оскільки це ж справедливо для f то, згідно леми Гауса, многочлен {\displaystyle l=fj} теж є примітивним у {\displaystyle K[t][x].}. Але l є кососиметричним щодо змінних t і x і тому l є примітивним многочленом у {\displaystyle K[x][t]}. Проте {\displaystyle j\in K[x]} і j ділить l; отже j має бути оборотним у {\displaystyle K[x]}, тобто {\displaystyle j\in K.} Звідси 
{\displaystyle n=\deg _{x}(f)=\deg _{x}(l)=\deg _{t}(l)=\deg _{t}(f)\geqslant r,}
що завершує доведення теореми.